# Soiuz 10
Soiuz 10 (rus: Союз 10, Unió 10) va ser la primera missió de la història a la primera estació espacial que va tenir lloc en 1971, la Saliut 1 soviètica. L'acoblament no va ser amb èxit i la tripulació va haver de tornar a la Terra sense haver entrat a l'estació.

## Tripulació
| Posició            | Cosmonauta                               | Cosmonauta                               |
| ------------------ | ---------------------------------------- | ---------------------------------------- |
| Comandant          | Vladímir Xatàlov Tercer vol espacial     | Vladímir Xatàlov Tercer vol espacial     |
| Enginyer de vol    | Aleksei Ielisèiev Tercer vol espacial    | Aleksei Ielisèiev Tercer vol espacial    |
| Enginyer de proves | Nikolai Rukavíxnikov Primer vol espacial | Nikolai Rukavíxnikov Primer vol espacial |

### Tripulació de reserva
| Posició            | Cosmonauta      | Cosmonauta      |
| ------------------ | --------------- | --------------- |
| Comandant          | Aleksei Leonov  | Aleksei Leonov  |
| Enginyer de vol    | Valeri Kubàssov | Valeri Kubàssov |
| Enginyer de proves | Piotr Kolodin   | Piotr Kolodin   |

### Tripulació en suport
| Posició            | Cosmonauta         | Cosmonauta         |
| ------------------ | ------------------ | ------------------ |
| Comandant          | Georgi Dobrovolski | Georgi Dobrovolski |
| Enginyer de vol    | Vladislav Vólkov   | Vladislav Vólkov   |
| Enginyer de proves | Viktor Patsayev    | Viktor Patsayev    |

## Paràmetres de la missió
- Massa: 6800 kg
- Perigeu: 209 km
- Apogeu: 258 km
- Inclinació: 51,6°
- Període: 89,1 min